# Arrondissement de Mayenne
L'arrondissement de Mayenne est un arrondissement français situé dans le département de la Mayenne et la région Pays de la Loire.

## Composition

### Composition avant 2016

Délimitation avant 2016.

Avant le redécoupage cantonal de 2014, l'arrondissement de Mayenne comprend les cantons suivants :
- canton d'Ambrières-les-Vallées
- canton de Bais
- canton de Couptrain
- canton d'Ernée
- canton de Gorron
- canton du Horps
- canton de Landivy
- canton de Lassay-les-Châteaux
- canton de Mayenne-Est
- canton de Mayenne-Ouest
- canton de Pré-en-Pail
- canton de Villaines-la-Juhel

### Composition depuis 2016
La composition de l'arrondissement est modifiée à partir du 30 mars 2016 (arrêté du 24 mars 2016) afin de faire correspondre les limites des arrondissements avec celles des intercommunalités. À la suite de la création de communes nouvelles, le nombre de communes de l'arrondissement de Mayenne est de 132 en 2019 et 130 en 2021.
Au 1er janvier 2024, l'arrondissement groupe les 130 communes suivantes :
1. Alexain
2. Ambrières-les-Vallées
3. Andouillé
4. Aron
5. Assé-le-Bérenger
6. Averton
7. La Baconnière
8. Bais
9. La Bazoge-Montpinçon
10. La Bazouge-des-Alleux
11. Belgeard
12. La Bigottière
13. Blandouet-Saint Jean
14. Boulay-les-Ifs
15. Brecé
16. Brée
17. Carelles
18. Chailland
19. Champéon
20. Champfrémont
21. Champgenéteux
22. Chantrigné
23. La Chapelle-au-Riboul
24. La Chapelle-Rainsouin
25. Charchigné
26. Châtillon-sur-Colmont
27. Chevaigné-du-Maine
28. Colombiers-du-Plessis
29. Commer
30. Contest
31. Couesmes-Vaucé
32. Couptrain
33. Courcité
34. Crennes-sur-Fraubée
35. La Croixille
36. Désertines
37. La Dorée
38. Ernée
39. Évron
40. Fougerolles-du-Plessis
41. Gesnes
42. Gesvres
43. Gorron
44. Grazay
45. La Haie-Traversaine
46. Le Ham
47. Hambers
48. Hardanges
49. Hercé
50. Le Horps
51. Le Housseau-Brétignolles
52. Izé
53. Javron-les-Chapelles
54. Jublains
55. Juvigné
56. Landivy
57. Larchamp
58. Lassay-les-Châteaux
59. Lesbois
60. Levaré
61. Lignières-Orgères
62. Livet
63. Loupfougères
64. Madré
65. Marcillé-la-Ville
66. Martigné-sur-Mayenne
67. Mayenne
68. Mézangers
69. Montaudin
70. Montenay
71. Montreuil-Poulay
72. Montsûrs
73. Moulay
74. Neau
75. Neuilly-le-Vendin
76. Oisseau
77. La Pallu
78. Parigné-sur-Braye
79. Le Pas
80. La Pellerine
81. Placé
82. Pontmain
83. Pré-en-Pail-Saint-Samson
84. Ravigny
85. Rennes-en-Grenouilles
86. Le Ribay
87. Sacé
88. Saint-Aignan-de-Couptrain
89. Saint-Aubin-du-Désert
90. Saint-Aubin-Fosse-Louvain
91. Saint-Baudelle
92. Saint-Berthevin-la-Tannière
93. Saint-Calais-du-Désert
94. Saint-Cyr-en-Pail
95. Saint-Denis-de-Gastines
96. Saint-Ellier-du-Maine
97. Saint-Fraimbault-de-Prières
98. Sainte-Gemmes-le-Robert
99. Saint-Georges-Buttavent
100. Saint-Georges-le-Fléchard
101. Saint-Georges-sur-Erve
102. Saint-Germain-d'Anxure
103. Saint-Germain-de-Coulamer
104. Saint-Germain-le-Guillaume
105. Saint-Hilaire-du-Maine
106. Saint-Julien-du-Terroux
107. Saint-Léger
108. Saint-Loup-du-Gast
109. Sainte-Marie-du-Bois
110. Saint-Mars-du-Désert
111. Saint-Mars-sur-Colmont
112. Saint-Mars-sur-la-Futaie
113. Saint-Pierre-des-Landes
114. Saint-Pierre-des-Nids
115. Saint-Pierre-sur-Erve
116. Sainte-Suzanne-et-Chammes
117. Saint-Thomas-de-Courceriers
118. Saulges
119. Soucé
120. Thorigné-en-Charnie
121. Thubœuf
122. Torcé-Viviers-en-Charnie
123. Trans
124. Vaiges
125. Vautorte
126. Vieuvy
127. Villaines-la-Juhel
128. Villepail
129. Vimartin-sur-Orthe
130. Voutré

## Démographie
En 2022, l'arrondissement comptait 117 487 habitants.
| 1968   | 1975   | 1982   | 1990   | 1999   | 2006   | 2011   | 2016    | 2021    |
| ------ | ------ | ------ | ------ | ------ | ------ | ------ | ------- | ------- |
| 88 098 | 86 178 | 87 612 | 87 058 | 86 979 | 88 701 | 89 100 | 120 982 | 118 048 |

| 2022    | - | - | - | - | - | - | - | - |
| ------- | - | - | - | - | - | - | - | - |
| 117 487 | - | - | - | - | - | - | - | - |

## Sous-préfets
| Période        | Période     | Identité                           | Fonction précédente | Observation |
| -------------- | ----------- | ---------------------------------- | ------------------- | ----------- |
|                |             |                                    |                     |             |
| 16 mars 1853   |             | Gustave-Léonard Pompon-Levainville |                     |             |
|                |             |                                    |                     |             |
| 6 janvier 1875 | 24 mai 1877 | Jacques Hervé de Kerohant          |                     |             |
|                |             |                                    |                     |             |
| 22 mai 1885    |             | Henri Collignon                    |                     |             |
|                |             |                                    |                     |             |